# Kościół Najświętszego Serca Pana Jezusa w Krakowie (ul. Millana)
Kościół Najświętszego Serca Pana Jezusa – kościół rzymskokatolicki znajdujący się w Krakowie, w dzielnicy IX Łagiewniki-Borek Fałęcki przy ul. hm. Stanisława Millana 13, w Łagiewnikach.

## Historia
W miejscu kościoła przy ul. Millana mieściła się wcześniej kaplica, podlegająca parafii św. Józefa w Podgórzu. Jednak z powodu szybko wzrastającej liczby mieszkańców tych okolic po II wojnie światowej przestała wystarczać dla potrzeb lokalnej społeczności. Dlatego na pocz. lat 70. rozpoczęto starania o rozbudowę kaplicy do rozmiarów kościoła. Projekt świątyni w stylu postmodernistycznym wykonał architekt Antoni Mazur. 12 grudnia 1972 r. rozpoczęła się budowa kościoła. 11 października 1973 r. kard. Karol Wojtyła, poświęcił kamień węgielny z katedry wawelskiej i wmurował akt erekcyjny w fundamencie kościoła. 4 czerwca 1978 r., niecałe cztery miesiące przed wyborem na Stolicę Piotrową, kard. Wojtyła dokonał konsekracji kościoła.
Często podkreślanym faktem jest charakterystyczne położenie kościoła, w połowie drogi pomiędzy dwoma łagiewnickimi sanktuariami – sanktuarium Bożego Miłosierdzia i sanktuarium Jana Pawła II.

## Źródła
- Historia kościoła na witrynie parafii. [dostęp 2018-10-15].